# Пейкоглу, Муслих
Муслихитти́н Пейкоглу (тур. Muslihittin Peykoğlu; 20 октября 1905, Стамбул — 27 декабря 1960, Стамбул) — турецкий футболист и футбольный функционер, играл на позиции нападающего. Участник Олимпийских игр (1924, 1928).

## Биография

### Клубная карьера
Всю футбольную карьеру играл за «Галатасарай», в составе которого 6 раз выиграл Стамбульскую лигу.

### Карьера в сборной
В составе сборной Турции Пейкоглу принимал участие на олимпийском футбольном турнире 1924 года, но на поле так и не вышел.
Спустя четыре года принимал участие на олимпийском футбольном турнире 1928 года, где сыграл в матче сборной Египта (1:7). Всего за сборную Турции сыграл 8 матчей и забил 1 гол.

### Последующая жизнь
С 1944 по 1946 год занимал должность президента «Галатасарая».
Скончался 27 декабря 1960 года в Стамбуле в возрасте 55 лет от онкологического заболевания.

## Достижения
«Галатасарай»
- Чемпион Стамбульской лиги (6): 1921/22, 1924/25, 1925/26, 1926/27, 1928/29, 1930/31